# Янгічар
Янгічар (*д/н — 1309) — хан Угедейського улусу в 1307—1309 роках.

## Життєпис
Походив з династії Чингізидів. Син Хайду, хана Чагатайського і Угедейського улусів. Після смерті батька у 1301 році, ймовірно, став на бік старшого брата Оруса у боротьбі з другим братом Чапаром за владу в Угедейському улусі. Після поразки Оруса знайшов притулок у Дуви, хана Чагатайського улусу.
У 1306 році після низки поразок Чапар-хана його залишили військовики та знать. На початку 1307 року Дува зібрав курултай, на якому Янгічара обрано новим ханом Угедейського улусу. Проте фактичну владу здійснював Дува. Також частину улусу отримав родич-угедеїд Тюкме і деякі володіння залишилися у Чапара.
Янгічар зберігав вірність Дуві до його смерті у 1308 році. Згодом став на бік угедеїда Талігу, що намагався затвердитися в Чагатайському улусі. Зрештою об'єднався з братом Чапаром і Тюкме проти претендента на Чагатайський трон — Кепека. У вирішальній битві 1309 року біля Алмалика військо угедеїдів зазнало поразки, а Янгічар загинув.